# Geoffrey de Havilland Jr.
Geoffrey de Havilland, Jr. (✰ Kingsclere, 18 de fevereiro de 1910; ✝ Londres, 27 de setembro de 1946) foi um piloto de teste britânico, e filho do pioneiro  da aviação e projetista de mesmo nome, Geoffrey de Havilland.
Geoffrey de Havilland Jr. tornou-se o principal piloto de teste da de Havilland e fez o voo de estreia dos modelos: de Havilland Mosquito e de Havilland Vampire. Ele foi condecorado com a Ordem do Império Britânico em 1945.